# Berosus interstitialis
Berosus interstitialis – gatunek chrząszcza z rodziny kałużnicowatych i podrodziny Hydrophilinae.

## Taksonomia
Gatunek ten opisany został w 1889 roku przez Edmonda J.B. Fleutiaux i Auguste’a Sallé jako Berosus tessellatus. Jako miejsce typowe autorzy wskazali Grande-Terre i Trois-Rivières w Gwadelupie. W 1924 Alfred Knisch nadał taksonowi obecny epitet gatunkowy, ze względu na homonimię poprzedniej nazwy. Opisany w 1946 roku przez Armanda-Hippolyte'a d'Orchymonta B. stribalus został po raz pierwszy zsynonimizowany przez Eileen R. van Tassell w 1966, ale jej praca nie została opublikowana, w związku z czym oficjalnej synonimizacji dokonali Albert Deler-Hernández, Martin Fikáček i Franklyn Cala-Riquelme w 2013 roku.

## Opis
Chrząszcz o ciele długości od 5 do 5,3 mm. Ubarwienie głowy metalicznie ciemnozielone, przedplecza jasne z dwoma ciemnymi podłużnymi plamkami środkowymi, położonymi blisko siebie. Jasne pokrywy mają przyciemnione punktowanie oraz wzór z ciemniejszych plamek na który składają się: kropki w przedniej i tylnej ⅓ międzyrzędów pierwszego i drugiego, na barkach, w połowie długości międzyrzędów siódmego i dziewiątego oraz nieregularne na pozostałych międzyrzędach. Wierzchołki pokryw pełne. Śródpiersie z blaszkowatym wyrostkiem o małym, skierowanym brzusznie zębie przednim i zaokrąglonej części tylnej. Na piątym widocznym sternicie odwłoka głębokie, prawie prostokątne wycięcie z dwoma smukłymi ząbkami środkowymi, a na pierwszym widocznym sternicie podłużny położony między biodrami tylnych odnóży. Samiec ma paramery dwukrotnie dłuższe od fallobazy, w widoku grzbietowym z ząbkiem u nasady, w widoku bocznym zaś szerokie oprócz ząbkowatego wierzchołka.

## Rozprzestrzenienie
Owad karaibski. Podawany z Bahamów, Haiti, Portoryko, Gwadelupy, Wysp Dziewiczych i Kuby. Na tej ostatniej wykazany z prowincji: Artemisa, Camagüey, Granma, Guantánamo, Holguín, Isla de la Juventud, Las Tunas, Mayabeque, Matanzas, Pinar del Río i Santiago de Cuba.